# Pseudonympha steniptera
Pseudonympha steniptera är en fjärilsart som beskrevs av Lajos Vári 1971. Pseudonympha steniptera ingår i släktet Pseudonympha och familjen praktfjärilar. Inga underarter finns listade.